# Stizus
Stizus — род песочных ос из подсемейства Bembicinae (триба Bembicini). 120 видов.

## Распространение
Повсеместно, кроме Австралии, Южной Америки и Юго-Восточной Азии. В Европе около 10 видов. Для СССР указывалось около 20 видов.
В мире около 100 видов, в Палеарктике более 50 видов, в России 6 видов.

## Описание
Среднего и крупного размера осы (12—26 мм). Гнездятся в земле. Ловят и парализуют жалом кобылок (отряд прямокрылые) и богомолов.

## Систематика
Около 120 рецентных видов. Род Stizus был описан с типовым видом «Stizus ruficornis» Fabricius [= Bembix ruficornis Fabricius, 1787 (младший вторичный гомоним таксона Vespa ruficornis J. Forster, 1771) = Vespa ruficornis J. Forster, 1771, указан Blanchard, 1846]. Относится к трибе Bembicini.

### Виды Евразии
- Stizus aestivalis Mercet 1906
- Stizus annulatus (Klug 1845) = S. gracilipes Handlirsch, 1892, = S. gobiensis Tsuneki, 1971[1]
- Stizus bipunctatus (F. Smith 1856) = S. eugeniae Gussakovskij, 1935[1]
- Stizus bizonatus Spinola, 1839
- Stizus continuus (Klug 1835)
- Stizus dispar F. Morawitz, 1888
- Stizus emir Handlirsch, 1901 = S. zhelokhovtsevi Gussakovskij, 1952[1]
- Stizus euchromus Handlirsch, 1892
- Stizus eximius  F. Morawitz, 1894 = S. scolioides Kokujev, 1902[1]
- Stizus fasciatus (Fabricius 1781) = S. mongolicus Tsuneki, 1971[1]
- Stizus fedtschenkoi Radoszkowski, 1877
- Stizus handlirschi Radoszkowski, 1893
- Stizus hispanicus Mocsary 1883
- Stizus histrio  F. Morawitz, 1888
- Stizus koenigi  F. Morawitz, 1888 = S. zimini Gussakovskij, 1928[1]
- Stizus lacteipennis  Mocsáry, 1883
- Stizus perrisi Dufour 1838 = S. pulcherrimus (F. Smith, 1856), = S. pluschtschewskii Radoszkowski, 1888[1]
- Stizus praestans F. Morawitz, 1893
- Stizus pubescens (Klug 1835)
- Stizus pulcherrimus (F. Smith, 1856)
- Stizus raddei Handlirsch in Kohl et Handlirsch, 1889
- Stizus ruficornis (J. Forster 1771)typus
- Stizus rufipes (Fabricius 1804)
- Stizus rufiventris Radoszkowski, 1877 = S. kaszabi Tsuneki, 1971[1]
- Stizus spectrum Handlirsch, 1901 = S. kiseritzkii Gussakovskij, 1928[1]
- Stizus tricolor Handlirsch 1892
- Другие виды